# José Antonio Ramos
José Antonio Ramos Huete, plus connu comme Pepito Ramos, né le 3 avril 1951| à Tétouan (Protectorat espagnol au Maroc), est un footballeur international espagnol qui évoluait au poste de défenseur latéral.

## Biographie
Diplômé en chimie et en histoire de l'art, José Antonio Ramos inaugure le concept du footballeur avec formation intellectuelle.
Dans les années 1970 et 1980, il joue avec le FC Barcelone et le RCD Espanyol. Il met un terme à sa carrière de joueur en 1983 après une saison avec le FC Cartagena.
Il devient ensuite un commentateur et conférencier renommé.

### Équipe nationale
José Antonio Ramos joue quatre matchs avec l'équipe d'Espagne. 
Il joue son premier match le 12 octobre 1975 face au Danemark, match comptant pour les tours préliminaires de l'Euro 1976. Il reçoit sa dernière sélection le 21 septembre 1977 en amical contre la Suisse.

## Palmarès
Avec le FC Barcelone:
- Vainqueur de la Coupe d'Espagne en 1978 et 1981